# Brev till en kristen nation
Brev till en kristen nation (originaltitel: Letter to a Christian Nation) är en bok av Sam Harris som utgavs på svenska 2007 och är skriven som svar på reaktioner han fått efter offentliggörandet av sin första bok The End of Faith. 
Boken är skriven i form av ett öppet brev till en kristen i USA. Harris säger att hans mål är "att riva de intellektuella och moraliska anspråk av kristendomen i dess mest engagerade former." Boken släpptes i september 2006. I oktober hamnade den på New York Times bästsäljarlista.